# Uğur Erdener
Uğur Erdener (né le 15 juin 1950 à Trabzon) est un docteur en médecine et dirigeant sportif turc.

## Biographie
Professeur à l'université Hacettepe à Ankara, il préside également le Comité national olympique turc et est membre du Comité international olympique. Le 4 août 2016, il est élu vice-président du CIO, en même temps que l'Espagnol Juan Antonio Samaranch i Salisachs.
Depuis 2005, il est président de la World Archery Federation.